# Lophodiodon calori
Lophodiodon calori és una espècie de peix de la família dels diodòntids i de l'ordre dels tetraodontiformes.

## Morfologia
- Els mascles poden assolir 30 cm de longitud total.[5][6]

## Hàbitat
És un peix marí, de clima tropical i demersal que viu fins als 100 m de fondària.

## Distribució geogràfica
Es troba a l'Índic i el Pacífic.